# Scaptotrigona jujuyensis
Scaptotrigona jujuyensis är en biart som först beskrevs av Carlos Schrottky 1911.  Scaptotrigona jujuyensis ingår i släktet Scaptotrigona och familjen långtungebin. Inga underarter finns listade i Catalogue of Life.